# モクレン
モクレン（木蓮、木蘭、学名: Magnolia liliiflora）は、モクレン科モクレン属に属する落葉低木の1種である。花の形は蓮華に似ており、香りは蘭に似ていることから木蓮という。春に葉が展開するのと同時期に紫紅色の花が上向きに咲く（図1）。花が紫色であることからシモクレン（紫木蓮）ともよばれ、こちらを標準名としていることも多い。白い花は「白木蓮」「白木蘭」と呼ばれている。中国南部原産であり、日本を含む世界各地で観賞用に植栽されている。またモクレン類のつぼみを風乾したものは生薬として辛夷（）とよばれるが、漢名の辛夷はモクレン（シモクレン）とされることが多い（日本ではコブシに辛夷の字を充てる）。
また「モクレン」という語は、モクレン属（Magnolia）の植物の総称として使われることもある。以下では種としてのモクレン（シモクレン）について解説する。

## 特徴
落葉広葉樹の低木から小高木。株立ちすることが多く、幹はしばしば基部で分枝し、高さ2 - 4メートル (m) になる（下図2a）。樹皮は灰白色で、平滑で皮目がある（下図2b）。若木の樹皮は褐色を帯びる。一年枝はやや細く紫褐色、小枝は紫緑色から紫褐色で短枝化しやすく、托葉痕が枝を一周する。
葉は互生し、葉身は広倒卵形から卵状楕円形で、長さ8 - 20センチメートル (cm)、幅 3 - 11 cmになり、葉縁は全縁でやや波状、基部はくさび形、先端は急に突出する（上図2c, 下図3b）。葉脈は羽状、側脈は8 - 10対。葉はやや厚く、表面は緑色、裏面は灰緑色で葉脈上に毛がある。葉柄は長さ 0.8 - 2 cm。
冬芽は互生し、葉芽は小さく、短毛に覆われる（下図3a）。葉痕は浅いV字形や三日月形であり、維管束痕は7 - 8個、托葉痕は枝を1周する。花芽は大きく、長さ2 cmほどの先がとがった長卵形で枝先につき、白く長い軟毛で覆われる（下図3a）。冬芽の芽鱗は托葉2枚と葉柄基部が合着して、帽子状に被っている。若葉は、開花と同時期に開き始める。
花期は3 - 4月であり、葉より前に開花し始め、葉の展開に伴って咲き続ける（上図2a, 3b）。花は両性花、長さ約 10 cm、上向きに直立して開花するが、ふつう全開しない（上図3b）。モクレンの花は大形で、開きはじめのころは日当たりの良い方が早く生長するため、先端部が北の方角に向くのが目立つ。花被片はふつう3個ずつ3輪、外側の3枚は萼片状で長さ 2 - 3.5 cm、黄緑色から紫緑色で反曲し、早落性（上図3b）、内側の6枚は花弁状で倒卵状長楕円形、8 - 10 × 3 - 4.5 cm、紅紫色だが内面が白っぽいことがある（上図3b）。雄しべは多数がらせん状につき、長さ8 - 10ミリメートル (mm)、紅紫色、花糸は短く、葯は側向葯で長さ約 7 mm、葯隔は突出する（上図3c）。雌しべは多数がらせん状につき、離生心皮、淡紫色、無毛（上図3c）。花にはやや芳香があり、花の匂いの主成分はペンタデカンである。
果期は8 - 9月、個々の雌しべは袋果となり、花軸が伸長して長さ 7 - 10 cm ほどの集合果になる（下図4a）。袋果が裂開すると、赤い肉質種皮で覆われた種子が珠柄に由来する白い糸で垂れ下がる（下図4b）。染色体数は 2n = 76（4倍体）。

## 分布・生態
中国南部（福建省、湖北省、湖南省、雲南省、陝西省、四川省）が原産地であるが、日本やヨーロッパ、北米など世界各地で観賞用に植栽されている。日本へは元々薬用として中国から持ち込まれたが、庭木として定着している。
英語圏に紹介された際に Japanese magnolia と呼ばれたため、日本が原産国と誤解されたことがある。
原産地では、標高300から1,600メートルの林縁に生育する。中国では野生のものは絶滅危惧種に指定されている。

## 人間との関わり

### 園芸
古代中国では、モクレン（シモクレン）はハクモクレンとともに、花の気高い印象から宮廷の庭園や寺院に植えられていた。日本には古くに導入され、また欧米には18世紀後半に紹介された。
現在では、モクレン（シモクレン）は庭木や公園樹として世界各地で植栽されている（図5a, b）。栽培には日当りがよい場所で、水はけのよい肥沃な土壌を好む。剪定は花後、新葉が出る前に行う。施肥は冬と花後に行い、若木には9月頃にも行う。カミキリムシによる害が知られている。実生や挿し木、接木により増やすが、挿し木や接木は難しい。植え付けは落葉期の1月から3月上旬。
モクレン（シモクレン）には、いくつかの栽培品種が知られている。トウモクレン（ヒメモクレン、Magnolia liliiflora ‘Gracilis‘）は全体に小型であり、葉が細く、花被片の内側は白っぽく先端がやや尖る。またカラスモクレン（Magnolia liliiflora ‘Nigra‘）は花色が濃い（下図6a）。
モクレン（シモクレン）とモクレン属の他の種との間の交雑種がいくつか作出され、園芸に用いられている。特にハクモクレンとの交雑種であるソコベニハクモクレン（サラサモクレンとよばれることが多い）は、欧米で最も人気があるモクレン属の花木である。
- モクレンとキモクレン（Magnolia acuminata）の交雑種 … Magnolia × brooklynensis[33]（上図6b）
- モクレンとハクモクレンの交雑種 … ソコベニハクモクレン（サラサモクレン、Magnolia × soulangeana）[34][35]（上図6c, d）
- モクレンとシデコブシの交雑種[36]（上図6e）
- モクレンと Magnolia campbellii の交雑種[37]
- モクレンと Magnolia sprengeri の交雑種[38]
- モクレンと Magnolia × veitchii の交雑種[39]

### 香水
木蓮（マグノリア）も持つ香りは古くから愛され、多くの香水に利用されている。一例として、1221年、イタリアフィレンツェで開業された世界最古の薬局サンタ・マリア・ノヴェッラ薬局でも、マグノリアの香水を製作している。

### 薬用

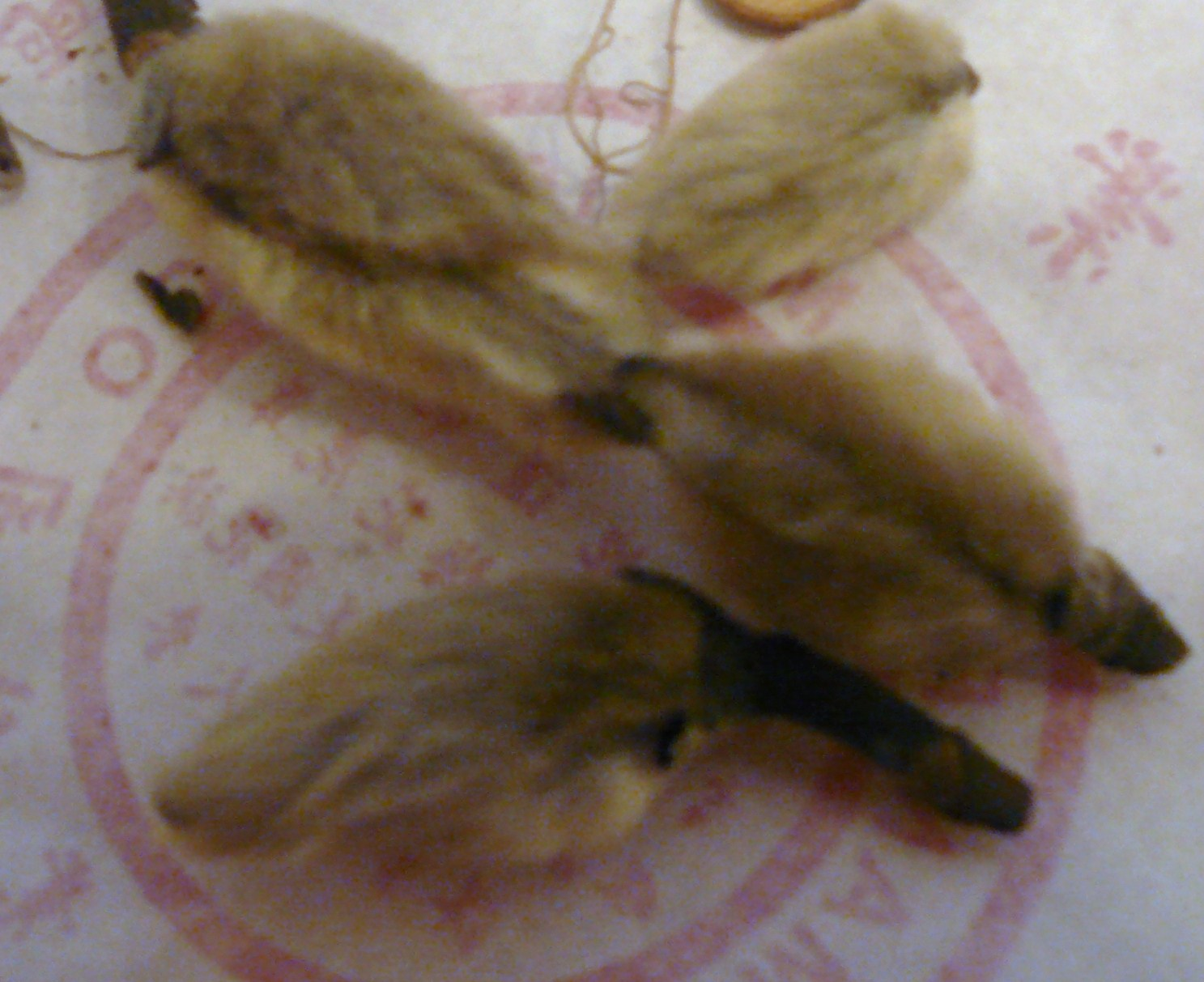
7. 辛夷

モクレン（シモクレン）などのつぼみを風乾したものは「辛夷（）」とよばれ、蓄膿症や鼻詰まりなどの鼻炎や、頭痛、熱、咳などに対する生薬とされることがある（図7）。主な成分としては、モノテルペンの α-ピネン（α-pinene）やシネオール（cineole）、フェニルプロパノイドのオイゲノール（eugenol）がある。日本ではコブシに「辛夷」の字を充てるが、中国の「辛夷」は特にモクレン（シモクレン）を意味する。ただし日本薬局方が定める生薬である辛夷の基原植物としてはタムシバ、コブシ、ハクモクレン、M. biondii、M. sprengeri が指定されており、モクレン（シモクレン）は含まれていない。

### 季語・花言葉
「木蓮」や「木蘭」、「もくれんげ」、「紫木蓮」は仲春の季語である。
モクレン（シモクレン）の花言葉は、「自然への愛」や「恩恵」とする文献がある。

## 分類
モクレンの学名としては、一般的に Magnolia liliiflora Desr., 1792 が用いられる。しかし、Buc'hoz (1779) が記載した Lassonia quinquepeta Buc'hoz, 1779 もシモクレンであると考えられており、この名に基づく Magnolia quinquepeta (Buc'hoz) Dandy, 1934 を用いるべきとする意見もある。
モクレン属を複数の属に細分する場合は、シモクレンは Yulania に分類されることがある（Yulania liliiflora (Desr.) D.L.Fu）。しかし2022年現在、シモクレンはふつうモクレン属に含められ、モクレン属のハクモクレン節（section Yulania）に分類される。

## ギャラリー

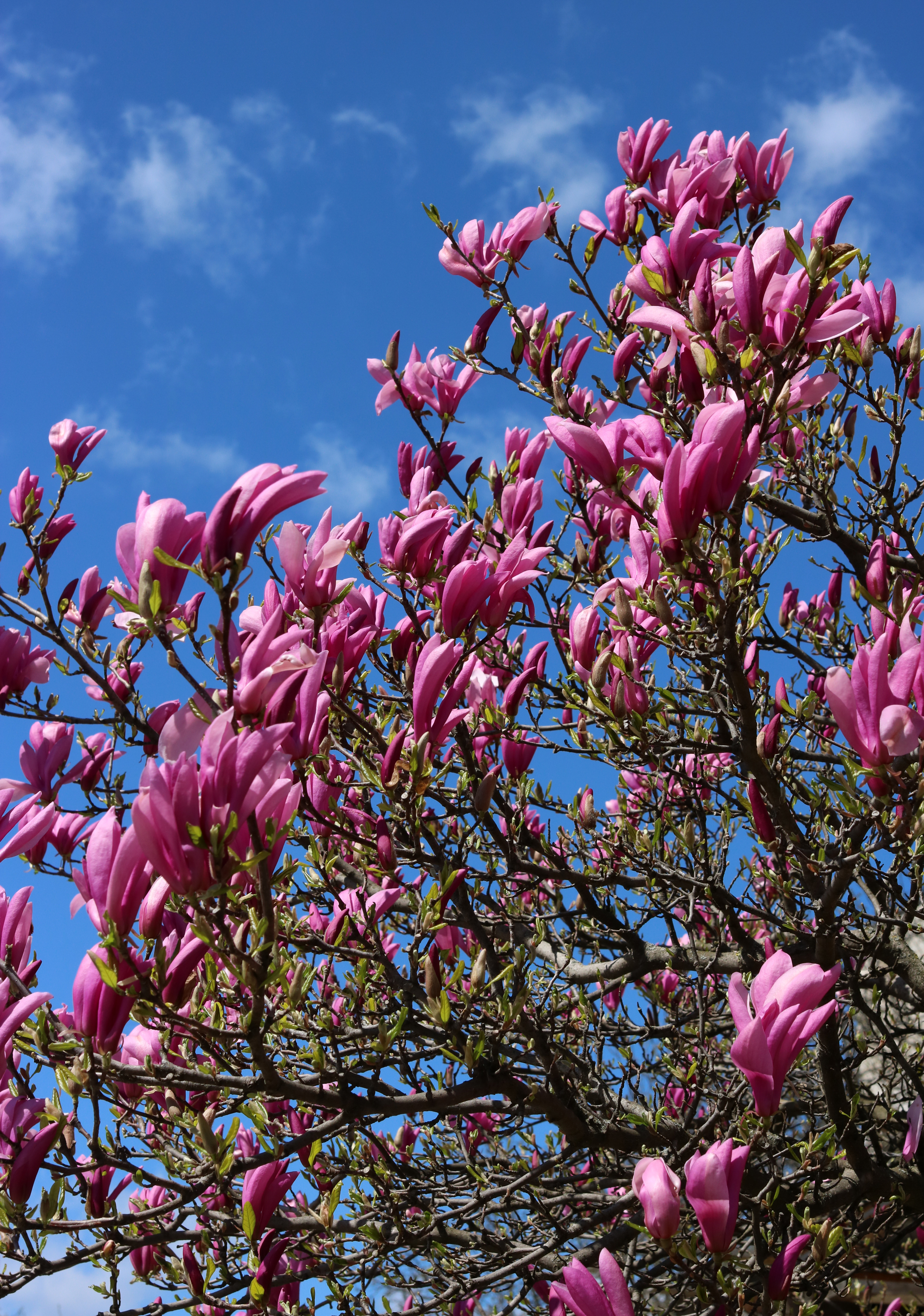
花
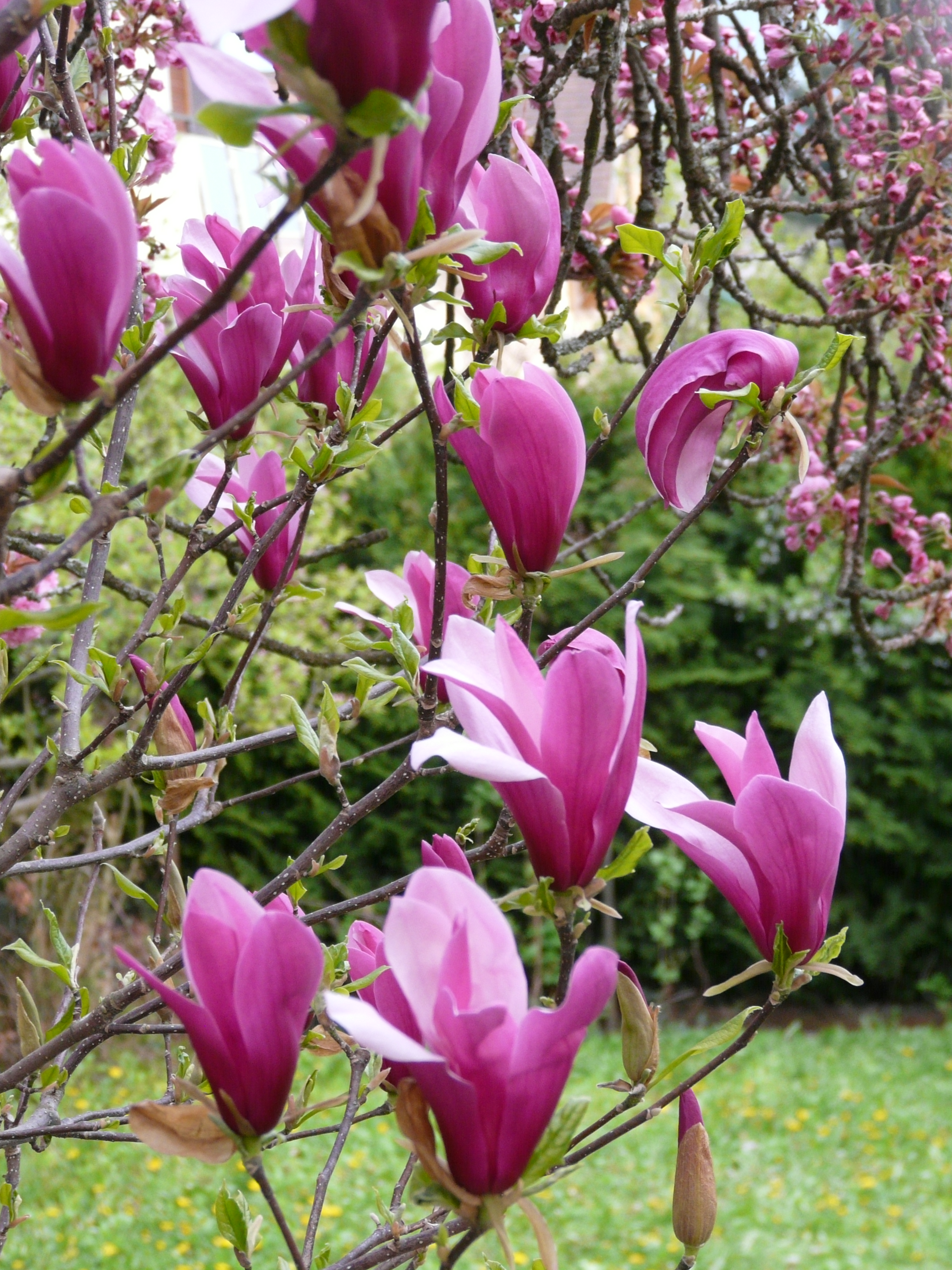
花
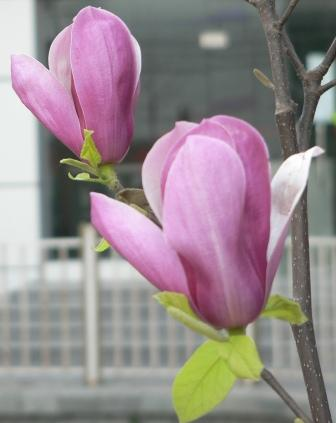
花
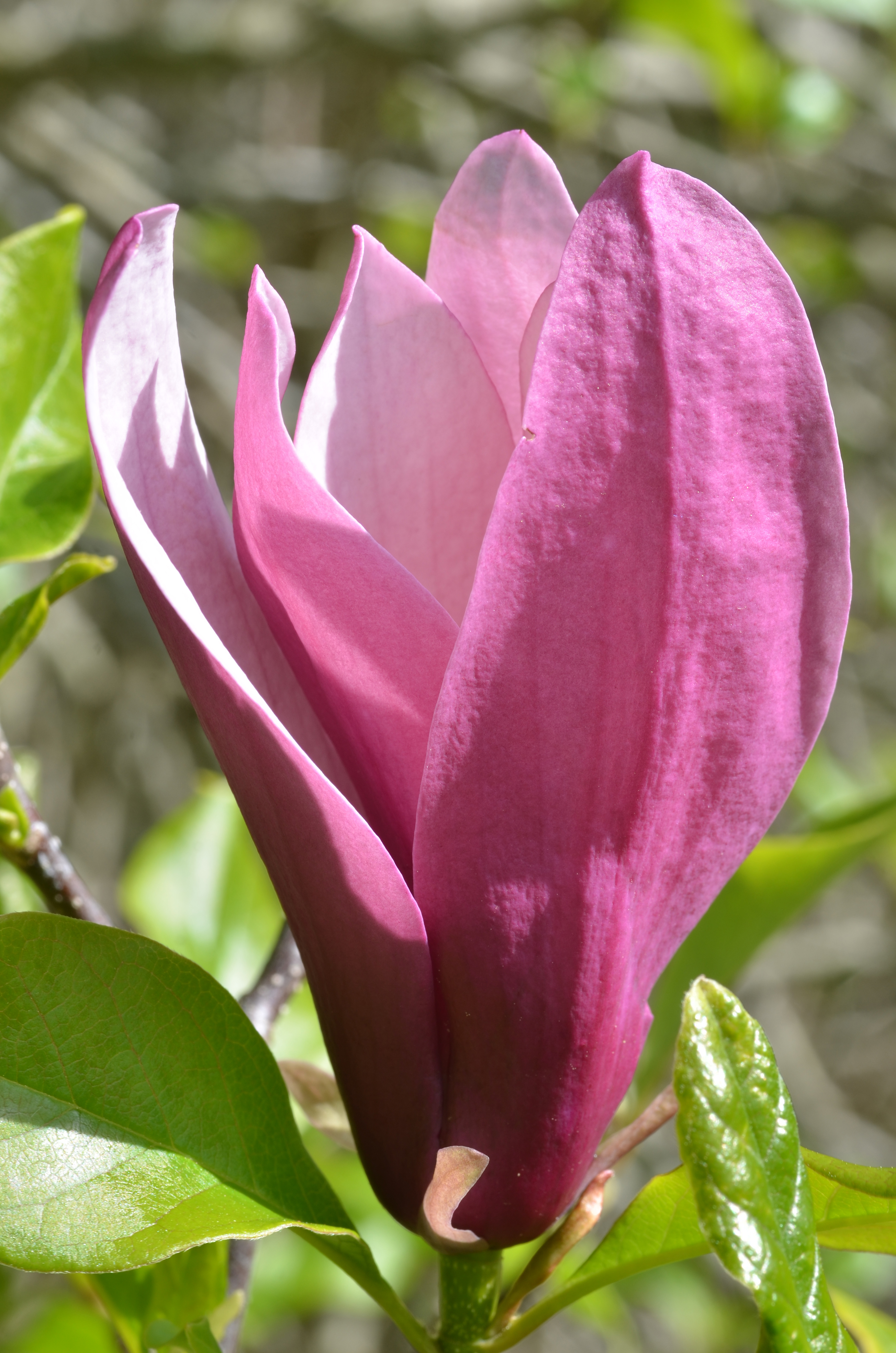
花
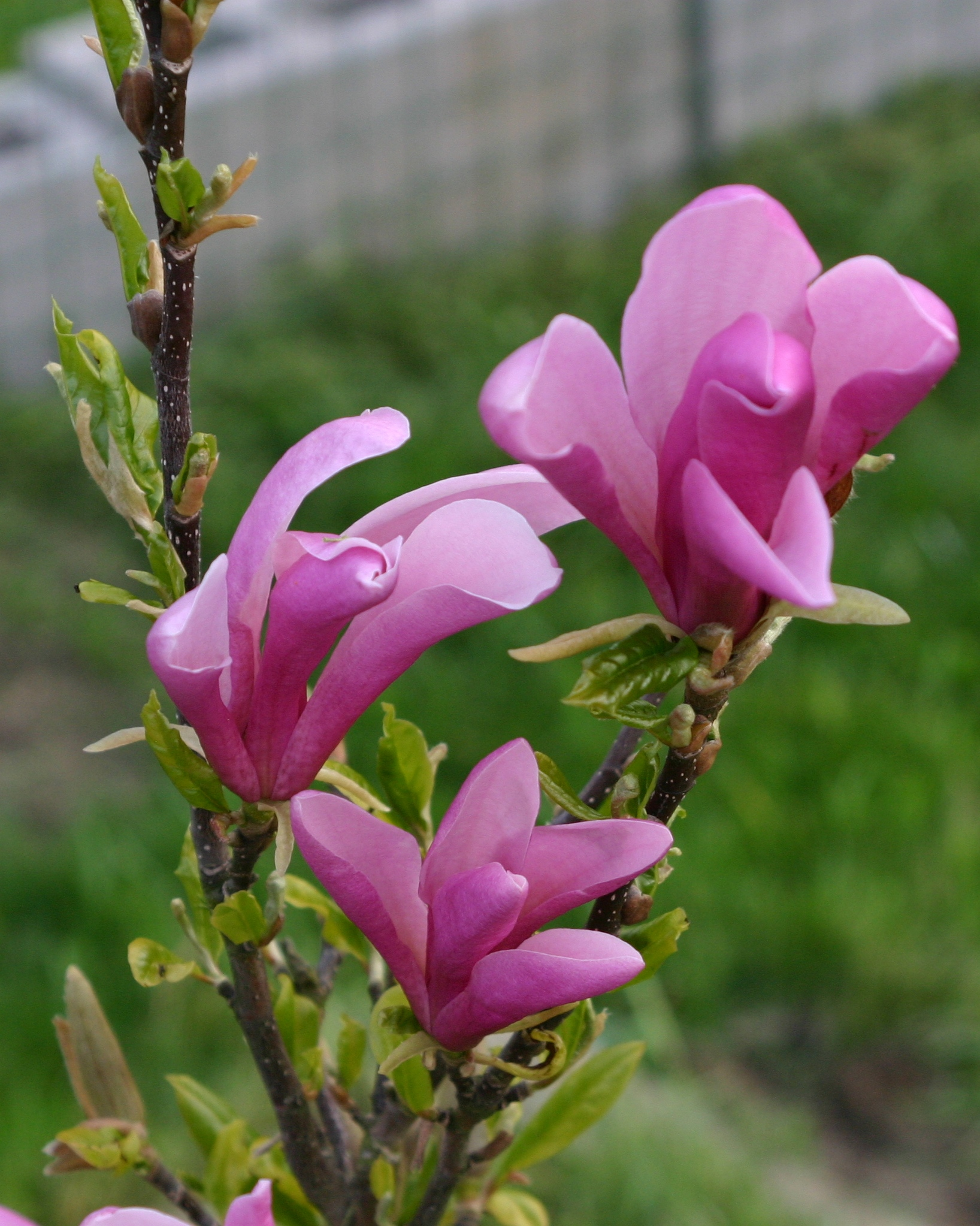
花